# Nordvästpassagen (film)
Nordvästpassagen (originaltitel: Northwest Passage) är en amerikansk film från 1940 i regi av King Vidor, baserad på första delen av romanen Nordvästpassagen från 1937 av Kenneth Roberts. Bland skådespelarna märks Spencer Tracy, Robert Young och Walter Brennan.

## Rollista
- Spencer Tracy - Rogers
- Robert Young - Langdon Towne
- Walter Brennan - Hunk Marriner
- Ruth Hussey - Elizabeth Browne
- Nat Pendleton - Cup Huff
- Louis Hector - Browne
- Robert Barrat - Humphrey Towne
- Lumsden Hare - Lord Amherst
- Donald MacBride - Sgt. McNott
- Isabel Jewell - Jennie Colt
- Regis Toomey - Webster
- Montagu Love - Wiseman Clagett